# Neotheronia facialis
Neotheronia facialis är en stekelart som beskrevs av Krieger 1905. Neotheronia facialis ingår i släktet Neotheronia och familjen brokparasitsteklar. Inga underarter finns listade i Catalogue of Life.